# Pierre Joxe
Pour les articles homonymes, voir Joxe.
Pierre Joxe, né le 28 novembre 1934 dans le 1er arrondissement de Paris, est un homme politique français. Ministre socialiste au cours des années 1980 et 1990, notamment à l'Intérieur et à la Défense, puis premier président de la Cour des comptes de 1993 à 2001, Pierre Joxe est membre du Conseil constitutionnel de 2001 à 2010. Il est depuis 2010 avocat au barreau de Paris, où il défend des mineurs faisant l'objet de procédures judiciaires.

## Biographie

### Jeunesse et études
Pierre Joxe, frère du sociologue Alain Joxe (né en 1931), est le fils de Louis Joxe (1901-1991), diplomate, puis ministre d’État des Affaires algériennes du général de Gaulle, et le petit-fils, par sa mère Françoise-Hélène Halévy (1900-1993), de l'essayiste Daniel Halévy (1872-1962), l'arrière-petit-fils de l'académicien Ludovic Halévy et de l'architecte Alfred Vaudoyer et de son épouse Geneviève Bréton. Il est élevé dans la tradition protestante de sa mère. 
La famille Joxe est originaire du Morbihan, où Louis Joxe (1831-1901), son arrière-grand-père, était chef ouvrier menuisier à Pontivy.
Mélomane et musicien (pianiste), il apprend le violoncelle à soixante ans pour pouvoir jouer les Suites pour violoncelle seul de Jean-Sébastien Bach. Sa grand-mère maternelle était également pianiste et lui a appris le piano.
Il est scout dans l'unité des éclaireurs de France du lycée Montaigne à Paris. Il y est totemisé « Lynx énergique et moqueur ». En 1955, alors qu'il est chef de troupe, un éclaireur meurt lors d'une totémisation[réf. nécessaire].
Il suit des études de droit et obtient une licence de droit. Il est aussi diplômé de l'Institut d'études politiques de Paris et de la London School of Economics,.
Ayant accompli, de février 1958 à mai 1960, son service militaire, en partie effectué en Algérie comme officier de sécurité dans l'Armée de l'air, il intègre en juin 1960 l’ENA (promotion Albert Camus, 1962).

### Parcours dans la haute fonction publique
Il entre en juin 1962 à la Cour des comptes en tant qu'auditeur de 2e classe, passe en 1re classe en 1963, puis est mis en disponibilité en 1967. Entre-temps, il a été rapporteur de la commission nationale d'aménagement du territoire au Commissariat général au Plan en 1963, près la commission de vérification des comptes des entreprises publiques en janvier 1965, et du comité des entreprises publiques en mars 1966. Entre 1967 et 1970, il est chargé de mission à la direction de la coopération scientifique et technique au ministère des Affaires étrangères.
Il est également maître de conférences à l'Institut d'études politiques de Paris de 1963 à 1973. Pendant les évènements de Mai 68, il est élu par les maîtres de conférences de l'école pour les représenter au sein d'une commission composée d'étudiants, de représentants des maîtres de conférences, et de représentants des professeurs. Il siège ainsi aux côtés de Jean-Michel Bloch-Lainé, Pierre Gerbet, Alain Lancelot, et Jacques Rigaud.

### Dans les pas de François Mitterrand
Engagé auprès de François Mitterrand au sein de la Convention des institutions républicaines, il le suit au Parti socialiste du congrès d'Épinay, et intègre le comité directeur en 1971. Dès lors, il fait partie, pendant un quart de siècle, de la garde rapprochée du numéro un socialiste. Il est chargé par celui-ci de recruter des cadres pour le Parti socialiste, qui en manque fortement. Pierre Joxe se tourne alors vers l'Organisation communiste internationaliste[réf. nécessaire] et pousse notamment l'énarque Lionel Jospin dans la hiérarchie du parti. Joxe consacre un ouvrage, Pourquoi Mitterrand ?, paru en 2006, au rôle de celui-ci dans l'évolution de la gauche vers le pouvoir.
Devenu conseiller référendaire de 2e classe en mai 1968, il réintègre la Cour des comptes en 1970, dont il fera partie jusqu'à son élection comme député de la 5e circonscription de Saône-et-Loire, en mars 1973. En août de cette même année se tient la première édition de la Fête de la rose de Frangy-en-Bresse, qui précède son entrée au conseil général de Saône-et-Loire pour le canton de Chalon-sur-Saône au mois, de septembre suivant. Ultérieurement, il est élu troisième adjoint au maire de Chalon-sur-Saône après les élections municipales de 1977, parlementaire européen en novembre 1977, et réélu à l'Assemblée nationale en mars 1978, date à laquelle il devient vice-président du groupe socialiste. Entre 1979 et 1982, il préside le Conseil régional de Bourgogne.

### Présidence du groupe socialiste à l’Assemblée nationale et ministre de gouvernements socialistes
L'élection de François Mitterrand à la présidentielle de 1981 lui permet d'occuper les plus hautes fonctions de la République. Ministre de l'Industrie de mai à juin 1981, il préside le groupe socialiste à l’Assemblée nationale entre 1981 et 1984, date où il est rappelé au gouvernement comme ministre de l'Intérieur et de la décentralisation. Entre 1983 et 1984, il est aussi auditeur à l'Institut des hautes études de Défense nationale (36e session).
Lors de l'affaire du Rainbow Warrior, Pierre Joxe lance une enquête de police et organise la fuite des informations dans la presse. Ces fuites permettent à l'enquête néo-zélandaise de progresser très rapidement et déclenchent un important scandale médiatique. Selon un des participants de l'opération, Pierre Joxe aurait ainsi cherché à se débarrasser de Charles Hernu, ministre de la Défense, alors proche de Mitterrand, et rival politique au sein du gouvernement. Le 20 septembre, Charles Hernu est contraint de démissionner et l'amiral Pierre Lacoste, patron de la DGSE, est limogé.
Retrouvant après les législatives de 1986, son mandat de député et la présidence du groupe socialiste, mais quittant son ministère à cause de la cohabitation, il se réinstalle place Beauvau en 1988, où il mène une modernisation de la police : professionnalisation, départementalisation, généralisation de l'outil informatique et développement de la police scientifique. Soutenant l'idée d'une spécificité de la Corse dans la République, il met également en place le « statut Joxe » pour la Corse, voté en 1991, instituant la collectivité territoriale de Corse qui acquiert plus d'autonomie vis-à-vis de Paris. Après la démission de Jean-Pierre Chevènement en janvier 1991, il est nommé ministre de la Défense, par la volonté présidentielle, alors que la France est engagée dans la guerre du Golfe. Candidat à la mairie de Paris aux municipales de 1989 dans le 12e arrondissement de Paris, il est élu conseiller de Paris, et siège au conseil régional d'Île-de-France à partir de mars 1992.
Artisan de la contribution « Mermaz » préparatoire au Congrès de Rennes du PS (1990) visant à éviter le « schisme » mitterrandien entre jospiniens et fabiusiens, avec notamment Charles Hernu et Jacques Delors, il réussit à fédérer autour de lui les socialistes du 12e arrondissement, notamment Philippe Farine (1917-2006) ancien député MRP et catholique, la majorité du PS parisien, notamment autour du courant fabiusien, mais aussi la génération militante issue des mouvements étudiants trotskystes des années 1970, tout particulièrement Jean-Marie Le Guen (premier secrétaire fédéral, ancien dirigeant du COSEF), Jean-Christophe Cambadélis (député de Paris en 1988 et ancien dirigeant étudiant de l'OCI) et Dominique Losay (ancien dirigeant étudiant de la Ligue communiste révolutionnaire).
À la suite de la profanation du cimetière juif de Carpentras en 1990, Jean-Marie Le Pen, reprenant les propos d'Yves Bertrand, ancien chef des Renseignements généraux, accuse Pierre Joxe d'avoir instrumentalisé l'émoi suscité par cette découverte et d'avoir voulu impliquer le Front national dans cette affaire afin d'empêcher toute alliance entre le parti frontiste et le RPR.

### Premier président de la Cour des comptes
Le 10 mars 1993, à l'approche des élections législatives, il retrouve son corps d'origine, en étant nommé premier président de la Cour des comptes par le Conseil des ministres sur proposition de Michel Sapin, ministre de l'Économie et des Finances, et quitte ses mandats politiques. Un temps pressenti pour être le candidat socialiste à l’élection présidentielle de 1995, il milite pour Jacques Delors qui y renonce.

### Membre du Conseil constitutionnel
En février 2001, il quitte la tête de la Cour des comptes pour siéger, comme son père entre 1977 et 1989, au Conseil constitutionnel, nommé pour neuf ans le 26 février 2001 par le président de l'Assemblée nationale Raymond Forni. Il prête serment le 12 mars suivant devant le président de la République.

### Autres fonctions et actions
Il est le fondateur de la Fondation pour la recherche stratégique (en) (FRS), vice-président trésorier de l'Institut français des relations internationales (IFRI) et président de l'Association France-Algérie. Membre depuis le 24 mai 2005 du Comité d'honneur du bicentenaire de la Cour des comptes, il a également été président de la Fondation du protestantisme jusqu’en juin 2016 et vice-président du bureau de l'Association des amis de l'Institut François-Mitterrand. Il préside également l'écomusée de la Bresse bourguignonne (Château de Pierre-de-Bresse, musée de l'Imprimerie…).
Il est par ailleurs considéré comme un « parrain » d'Arnaud Montebourg, comme lui député de Saône-et-Loire. Le 29 novembre 2008, il participe au meeting de lancement du Parti de gauche créé par Marc Dolez et Jean-Luc Mélenchon. Il est également présent et apporte son soutien lors du procès des perquisitions de Jean-Luc Mélenchon en septembre 2019.
Quelques semaines avant la fin de son mandat au Conseil constitutionnel, Pierre Joxe rompt avec son devoir de réserve, en publiant son ouvrage Cas de conscience, pour lequel il a reçu le prix Jean-Zay. Il y explique qu'en 2004, à l'occasion de l'adoption de la loi Perben II du 9 mars 2004, il a « failli démissionner du Conseil tant la décision sur la garde à vue des mineurs lui semblait choquante sur le plan juridique ». Il fait à cette occasion la démonstration de la nécessité « et de sa volonté, manifestée par les annexes de l'ouvrage » de publier des « opinions différentes », par lesquelles les membres du Conseil constitutionnel tiendraient des argumentations divergentes de celle retenue par la majorité du Conseil. Ce principe n'existe pas en France mais il est en vigueur à la Cour suprême des États-Unis, ainsi que dans les cours constitutionnelles allemande ou espagnole, et dans les arbitrages internationaux qui règlent de nombreux litiges impliquant des États. Le 10 mai 2016, il est nommé médiateur départemental du conseil départemental de la Seine-Saint-Denis.

### Avocat
Inscrit comme avocat au barreau de Paris depuis mars 2010 puis au barreau de la Seine-Saint-Denis, il se consacre désormais à la défense de mineurs faisant l'objet de procédures judiciaires.

## Allégations d'agression sexuelle
Le 19 octobre 2017, Alexandra Besson (Ariane Fornia) accuse Pierre Joxe d'une agression sexuelle qu'elle affirme s'être déroulée à l'opéra Bastille en 2010, ; ce dernier dément peu après ces allégations puis, en janvier 2018, l'assigne en diffamation. Le 22 janvier 2020, la 17e chambre civile du tribunal de Paris condamne Alexandra Besson pour diffamation envers Pierre Joxe.
Le 14 avril 2021, la cour d'appel de Paris infirme la condamnation. Selon la cour, qui lui accorde l'excuse de la bonne foi, « aucun élément du dossier ne permet de caractériser une animosité personnelle » d'Alexandra Besson envers Pierre Joxe, ce qui est confirmé par la cour de cassation en 2022. L’enquête visant Pierre Joxe est classée sans suite en 2022.

## Décorations et distinctions

### Décorations
- Commandeur de l'ordre national du Mérite
- Ordre de l'Empire britannique à titre civil
- Grand-croix de l'ordre du Mérite civil d'Espagne
- Grand officier de l'ordre national du Lion du Sénégal
- Commandeur de l'ordre du Phénix (Grèce)
- Commandeur de l'ordre du Mérite hongrois

### Distinctions
- Prix Jean-Zay 2010[30].
- Prix du livre politique du barreau de Paris 2014[31].
- Prix EN3S 2015[32].
- Prix de l'Éthique 2016[33].

## Publications

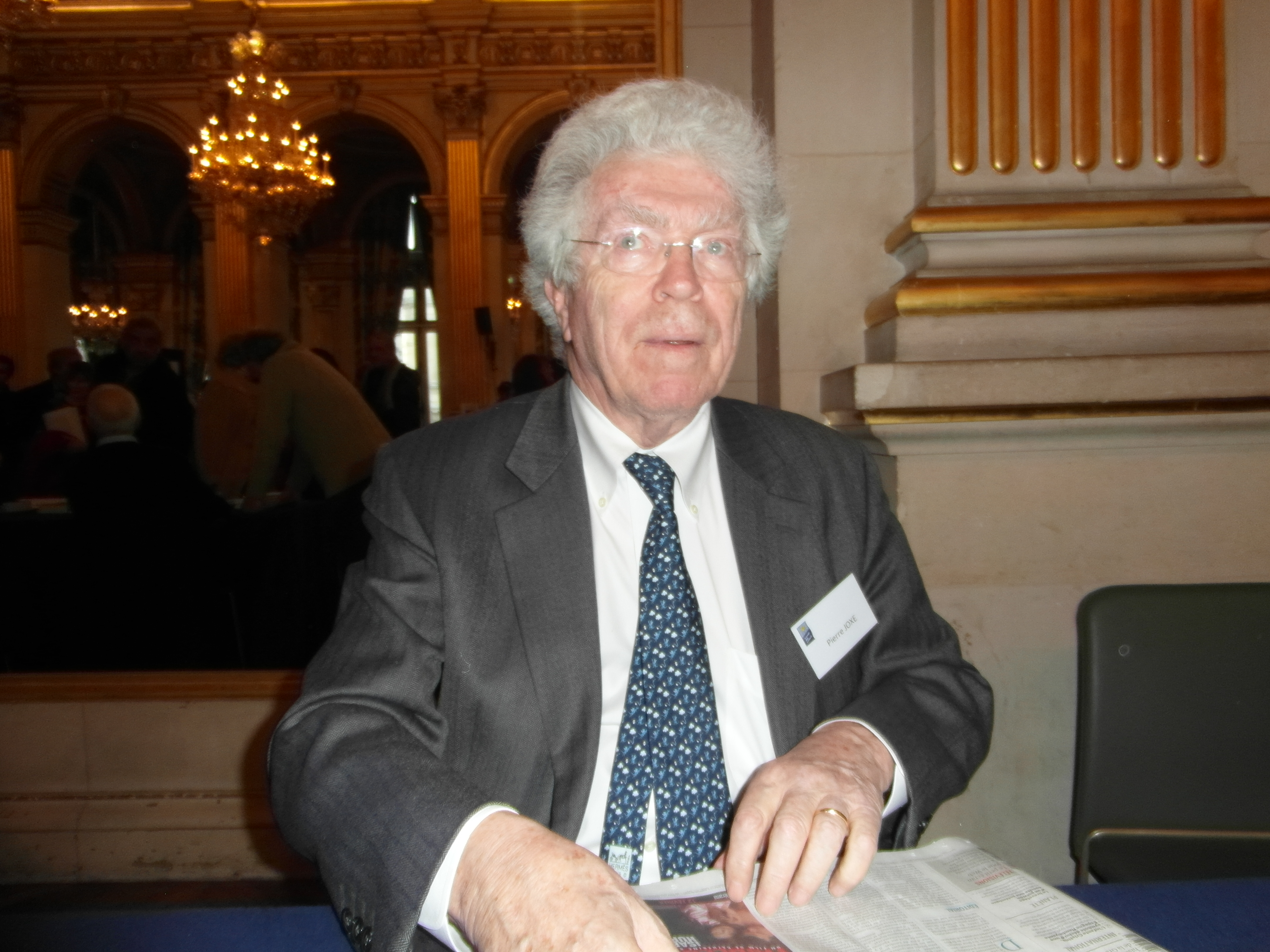
Pierre Joxe au 20e Maghreb des livres (Paris, le 8 février 2014).

- Un socialisme du possible, en collaboration avec François Mitterrand, Seuil, 1970.
- Atlas du socialisme, Tema-Éditions, 1973.
- Code de déontologie de la police nationale, 1986[34].
- L'Édit de Nantes : une histoire pour aujourd'hui, Hachette-Littératures, 1998.22e prix fondation Pierre-Lafue 1998.
- À propos de la France. Itinéraires 1, Flammarion, 1998.
- Pourquoi Mitterrand ?, éd. Philippe Rey, 2006.
- Serviteur de la République, entretiens avec Maryvonne de Saint-Pulgent, Paris, Éditions de l'Aube, 2008.
- Cas de conscience, éd. Labor et Fides, 2010  (ISBN 2830913760).
- Pas de quartier ?, éd. Fayard, 2012  (ISBN 2213668248).
- Soif de justice : au secours des juridictions sociales , éd. Fayard, 2014  (ISBN 2213672350).
- Sécurité intérieure : anciennes menaces et nouveaux risques (avec la contribution de Laurent Huberson), Fayard, coll. « Documents », septembre 2021, 440 p. (ISBN 978-2-213-71835-4)

### Autres
- Introduction à Notre État : le Livre vérité de la fonction publique de Roger Fauroux et Bernard Spitz, Robert Laffont 2001.
- Avant-propos à L’Impératif hérétique : les possibilités actuelles du discours religieux de Peter L. Berger, Van Dieren, 2005.
- Postface de Lieu d'asile : manifeste pour une autre psychiatrie de Thierry Najman, Odile Jacob, 2015.
- Préface à Vivre la fraternité : l'expérience du Foyer de Grenelle à Paris de Christian Bouzy, Olivétan, 2016.